# 鈴木幸夫 (英文学者)
鈴木 幸夫（すずき ゆきお、1912年1月28日 - 1986年12月24日）は、英文学者、推理作家、早稲田大学名誉教授。

## 人物
大阪府出身。早稲田大学文学部英文科卒業、旧制大学院修了。1939年、早稲田大学理工学部講師。1954年、早稲田大学文学部教授。1982年定年退職、名誉教授。その後は跡見学園短期大学教授、同大学学長を務めた。
1951年、探偵作家クラブ新年会の犯人当てゲームで2年連続して正解した実績を買われ、同ゲームのために「痴人の宴」を書き下ろし、同作が千代 有三の筆名で『宝石』に掲載されて探偵作家としてデビューする。1957年、ワセダミステリクラブ初代会長。
1958年にワセダミステリクラブ会員の大藪春彦が作家デビューするが、これは鈴木が彼の作品『野獣死すべし』を江戸川乱歩に紹介し、乱歩が『宝石』への掲載を推薦したことによる。
探偵作家クラブ（日本推理作家協会）会員で、1958年8月より会報の編集を担当。乱歩賞や協会賞の予選委員を務めた。英米文学研究のかたわら海外ミステリの紹介にも従事した。
ジョイスの『フィネガンズ・ウェイク』の翻訳を『早稲田文学』に連載したが、後半は単行本化されなかった。

## 著書
- 『アメリカ現代文学 作家と作品』（白桃書房） 1946
- 『現代英吉利文学作家論』（新美社） 1947
- 『イギリス文学主潮』（青山書院） 1949
- 『アメリカ文学主潮』（早稲田大学出版部、早稲田選書） 1955
- 『英米の推理作家たち』（評論社、英米文学シリーズ） 1980.12
- 『道草ばなし』（弓書房） 1987.12

### 千代有三名義
- 『千代有三探偵小説選 I』（横井司編、論創社、論創ミステリ叢書） 2015.2
- 『千代有三探偵小説選 II』（横井司編、論創社、論創ミステリ叢書）2015.4

## 共編著
- 『コンサイス英文法辞典』（東浦義雄共編、拓文社） 1949
- 『入門英文法辞典』（東浦義雄共編、拓文社） 1950
- 『英文法一週間』（東浦義雄共著、十字屋書店、入試対策叢書） 1951
- 『詳解英文法辞典』（東浦義雄共編、拓文社） 1952
- 『英文法辞典』（東浦義雄共著 三省堂出版） 1955
- 『世界文学鑑賞辞典 第1 イギリス・アメリカ』（東京堂） 1962
- 『英文法用例辞典』（東浦義雄共著、三省堂） 1965
- 『文学思潮』（東京堂出版） 1967
- 『新選英文解釈補習問題集』（三省堂） 1967.2
- 『現代英米文学鑑賞辞典』（東京堂出版） 1976
- 『英米文学辞典』（東京堂出版） 1978.12
- 『ジョイスからジョイスへ ジェイムズ・ジョイス研究集成』（東京堂出版） 1982.7
- 『英語反対語・対比語辞典 対比連想による語彙拡大の書』（岡田秀穂共編、東京堂出版） 1984.2
- 『英米文学名句名言辞典』（東京堂出版） 1986.1

## 翻訳
- 『波』（ヴァージニア・ウルフ、昭南書房） 1943、のち角川文庫
- 『ロビンソン・クルーソ漂流記』（デフォー、小峰書店、少年少女のための世界文学選） 1951
- 『判事への花束』（マージヨリイ・アリンガム、早川書房、世界探偵小説全集） 1956
- 『ポールの場合 / 悪い噂』（ウィラ・キャザー、浜田政二郎共訳、英宝社、英米名作ライブラリー） 1956
- 『雪の上の血』（ヒルダ・ロレンス、東京創元社、世界推理小説全集） 1957
- 『ヴォスパー号の喪失』（F・W・クロフツ、早川書房、世界探偵小説全集） 1957
- 『手をやく捜査網』（M・アリンガム、六興出版部、六興推理小説選書） 1957
- 『汝再び故郷に帰れず』（トマス・ウルフ、荒地出版社、現代アメリカ文学全集20） 1959
- 『殺人芸術』（編訳、レイモンド・チャンドラー他、荒地出版社） 1959
- 『ハムレット / ヴェニスの商人』（シェイクスピア、平凡社、世界名作全集2） 1960
- 『僧正殺人事件』（ヴァン・ダイン、角川文庫） 1961、のち旺文社文庫
- 『黒猫 / 黄金虫』（エドガー・アラン・ポー ポプラ社、世界の名著） 1969
- 『まぼろしの証人』（ウィリアム・アイリッシュ、千代有三名義、偕成社） 1969
- 『トム・ソーヤーの冒険』（マーク・トウェイン、旺文社文庫） 1969
- 『フィネガン徹夜祭 その1』（ジェイムズ・ジョイス、都市出版社） 1971
- 『もう森へなんか行かない』（エドゥアール・デュジャルダン、柳瀬尚紀共訳、都市出版社） 1971
- 『アメリカ株式会社』（モートン・ミンツ, ジェリイ・S・コーエン、斎藤志郎共訳、早川書房） 1972
- 『白い牙』（ジャック・ロンドン、旺文社文庫） 1972
- 『シャーロック・ホウムズ読本』（エドガー・W・スミス編、研究社出版） 1973
- 『推理小説の美学』（H・ヘイクラフト編著、編訳、研究社出版） 1974
- 『現代小説の世界』（B・バーゴンジー、紺野耕一共訳、研究社出版） 1975
- 『推理小説の詩学』（H・ヘイクラフト編著、編訳、研究社出版） 1976
- 『冒険小説・ミステリー・ロマンス 創作の秘密』（J・G・カウェルティ、研究社出版） 1984.10

### コナン・ドイル
- 『シァーロク・ホウムズの回想』（コナン・ドイル、角川文庫） 1955
- 『シャーロク・ホウムズの生還』（コナン・ドイル、角川文庫） 1956
- 『バスカーヴィル家の犬』（コナン・ドイル、角川文庫） 1956
- 『シァーロク・ホウムズの冒険』（コナン・ドイル、角川文庫） 1957 - 1959

## 記念論集
- 『フェニックスを求めて 英米小説のゆくえ』（鈴木幸夫先生古稀記念論文集刊行委員会、南雲堂） 1982.6

## 参考
- 日本人名大事典